# Ballon d'or 1992
Navigation
Édition précédente Édition suivante
Le Ballon d'or 1992 est la 37e cérémonie du Ballon d'or, organisée par France Football. Il récompense le Néerlandais Marco van Basten.

## Résultats
| Rang | Nom                | Club                        | Sélection  | Points |
| ---- | ------------------ | --------------------------- | ---------- | ------ |
| 1    | Marco van Basten   | Milan AC                    | Pays-Bas   | 98     |
| 2    | Hristo Stoitchkov  | Barcelone                   | Bulgarie   | 80     |
| 3    | Dennis Bergkamp    | Ajax Amsterdam              | Pays-Bas   | 53     |
| 4    | Thomas Häßler      | Roma                        | Allemagne  | 42     |
| 5    | Peter Schmeichel   | Manchester United           | Danemark   | 41     |
| 6    | Brian Laudrup      | Bayern Munich / Fiorentina  | Danemark   | 32     |
| 7    | Michael Laudrup    | Barcelone                   | Danemark   | 22     |
| 8    | Ronald Koeman      | Barcelone                   | Pays-Bas   | 14     |
| 9    | Stéphane Chapuisat | Borussia Dortmund           | Suisse     | 10     |
| 10   | Frank Rijkaard     | Milan AC                    | Pays-Bas   | 8      |
| 10   | Enzo Scifo         | Torino                      | Belgique   | 8      |
| 12   | Flemming Povlsen   | Borussia Dortmund           | Danemark   | 6      |
| 13   | Henrik Larsen      | Pisa                        | Danemark   | 4      |
| 14   | John Jensen        | Brøndby / Arsenal           | Danemark   | 3      |
| 14   | Paolo Maldini      | Milan AC                    | Italie     | 3      |
| 16   | Henrik Andersen    | 1. FC Cologne               | Danemark   | 2      |
| 16   | David Platt        | Bari / Juventus             | Angleterre | 2      |
| 16   | Tomas Brolin       | Parma FC                    | Suède      | 2      |
| 16   | Jean-Pierre Papin  | Marseille / Milan AC        | France     | 2      |
| 20   | Franco Baresi      | Milan AC                    | Italie     | 1      |
| 20   | Rune Bratseth      | Werder Brême                | Norvège    | 1      |
| 20   | Andreas Herzog     | Rapid Vienne / Werder Brême | Autriche   | 1      |